# Cato mladší
Marcus Porcius Cato Uticensis, známý jako Cato mladší (latinsky Cato minor; 95 př. n. l. Řím – 46 př. n. l., Utica blízko Kartága v dnešním Tunisku) byl římský senátor a vojevůdce, důsledný obránce republiky. Byl jedním z hlavních odpůrců Gaia Iulia Caesara a po jeho vítězství v občanské válce spáchal sebevraždu.

## Život
Cato mladší pocházel z významné plebejské rodiny, byl pravnuk Catona staršího, v dětství osiřel a byl vychován svým strýcem. Roku 72 př. n. l. se zúčastnil války proti Spartakovi a roku 67 př. n. l. byl tribunem legie v Makedonii. O dovolené navštívil v Pergamu stoika Athenodora Kordyliona, který se s ním odstěhoval do Říma. Koncem roku 63 př. n. l. patřil k žalobcům povstalce Catiliny a proti Caesarovi prosadil jeho popravu. Jako mluvčí strany optimátů se postavil na odpor i proti slavnému vojevůdci Pompeiovi a jako tribun lidu se opakovaně bránil proti pokusům o rozbití republiky. Roku 58 př. n. l. vedl vojenskou výpravu proti kyperskému králi Ptolemaiovi, kterého porazil a s velkou kořistí se vrátil do Říma. Roku 54 př. n. l. byl zvolen prétorem, když přesvědčil všechny kandidáty, aby se vzdali uplácení voličů.

Když roku 52 př. n. l. vypukly v Římě pouliční násilnosti a Caesar začal v severní Itálii sbírat vojsko, byl Pompeius s Catonovou pomocí zvolen jediným konsulem, Césara však Cato rozhodně odmítal. Roku 49 př. n. l. se marně ucházel o zvolení konsulem a když se nepodařilo zabránit občanské válce ani ubránit Řím proti Césarovi, odešel nejprve na Sicílii a pak za Pompeiem do Dyrrhachia (dnešní Dürres v Albánii), kde sice Caesara porazili, ale poté přišla porážka v rozhodující bitvě u Farsalu. Cato se svým vojskem odešel do Afriky, kde se dozvěděl o Pompeiově zavraždění v Egyptě. Ujal se obrany města Utica, když se ale ukázala jako beznadějná, zajistil svým lidem ústup a v noci spáchal sebevraždu. Proto dostal přízvisko Uticensis („Utický“).

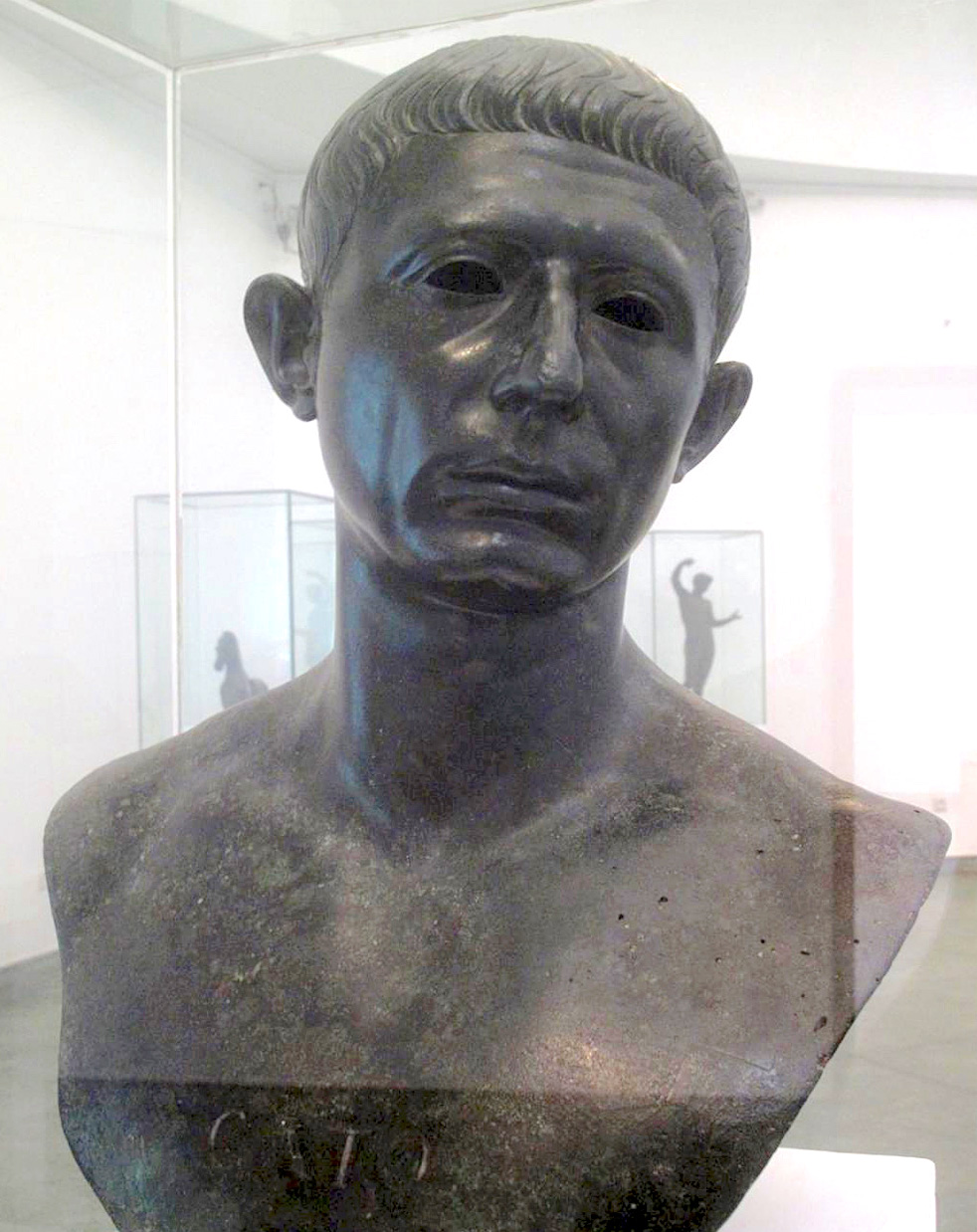
Busta M. Porcia Catona

## Citáty
| „ | Se žaludkem se těžko přít, protože nemá uši. | “ |

| „                      | Malé zloděje sázíme do vězení, veřejní zloději chodí ve zlatě a v purpuru. | “ |
| — M. P. Cato Uticensis |                                                                            |   |